# ロバノフスキー・ディナモスタジアム
ロバノフスキー・ディナモスタジアム（ウクライナ語:Стадіон «Динамо» імені Валерія Лобановського, 英語:Valeriy Lobanovskyi Dynamo Stadium）はウクライナの首都キーウにあるサッカー専用スタジアムである。
FCディナモ・キーウのホームスタジアムであるが、サッカーウクライナ代表のエキシビションマッチでも使用されている。

## 沿革
1934年に開場。
2003年5月11日、ヴァレリー・ロバノフスキーの一周忌を前に記念碑が設置された
2017年には新シートが設置された。

## ギャラリー

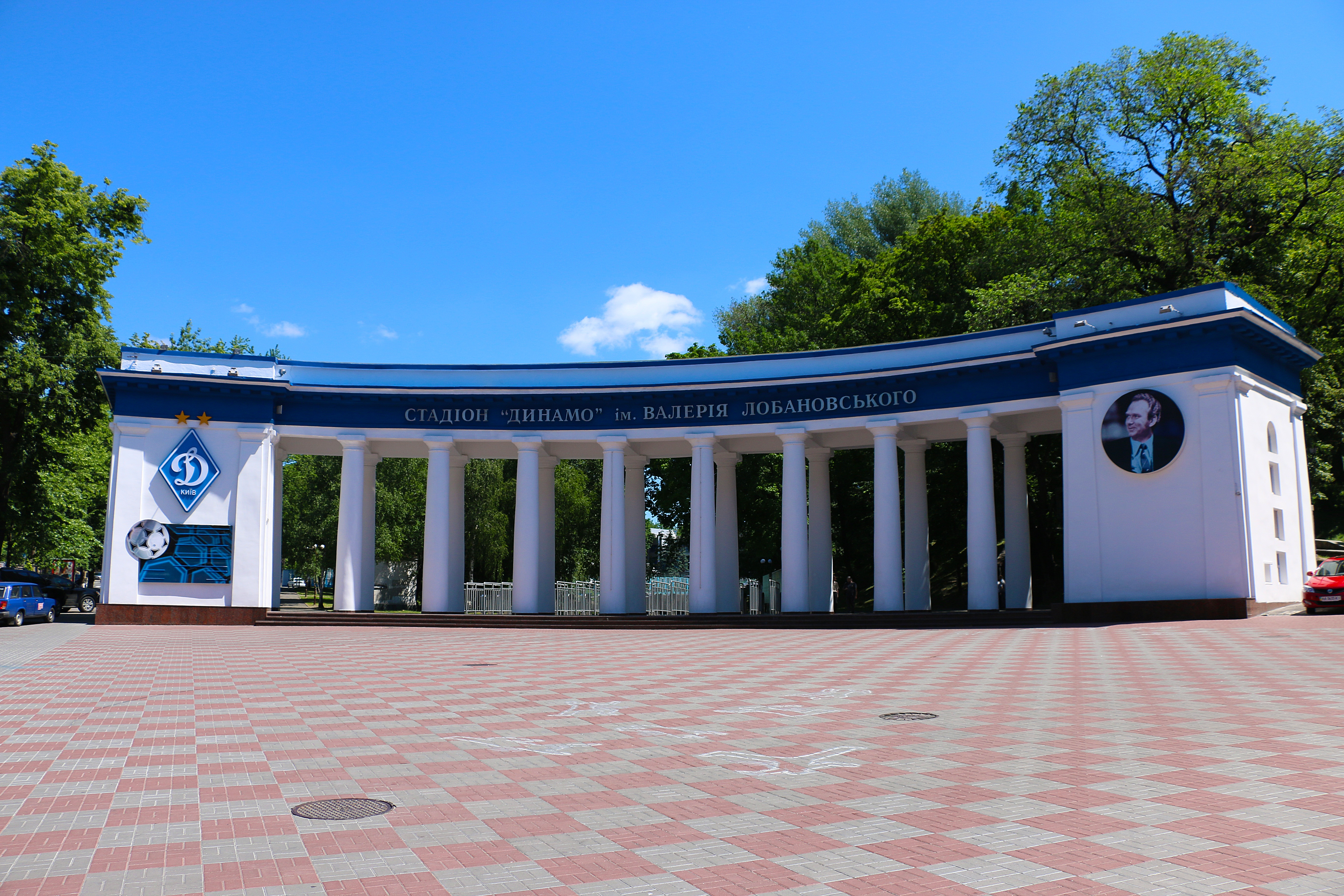
スタジアム入口
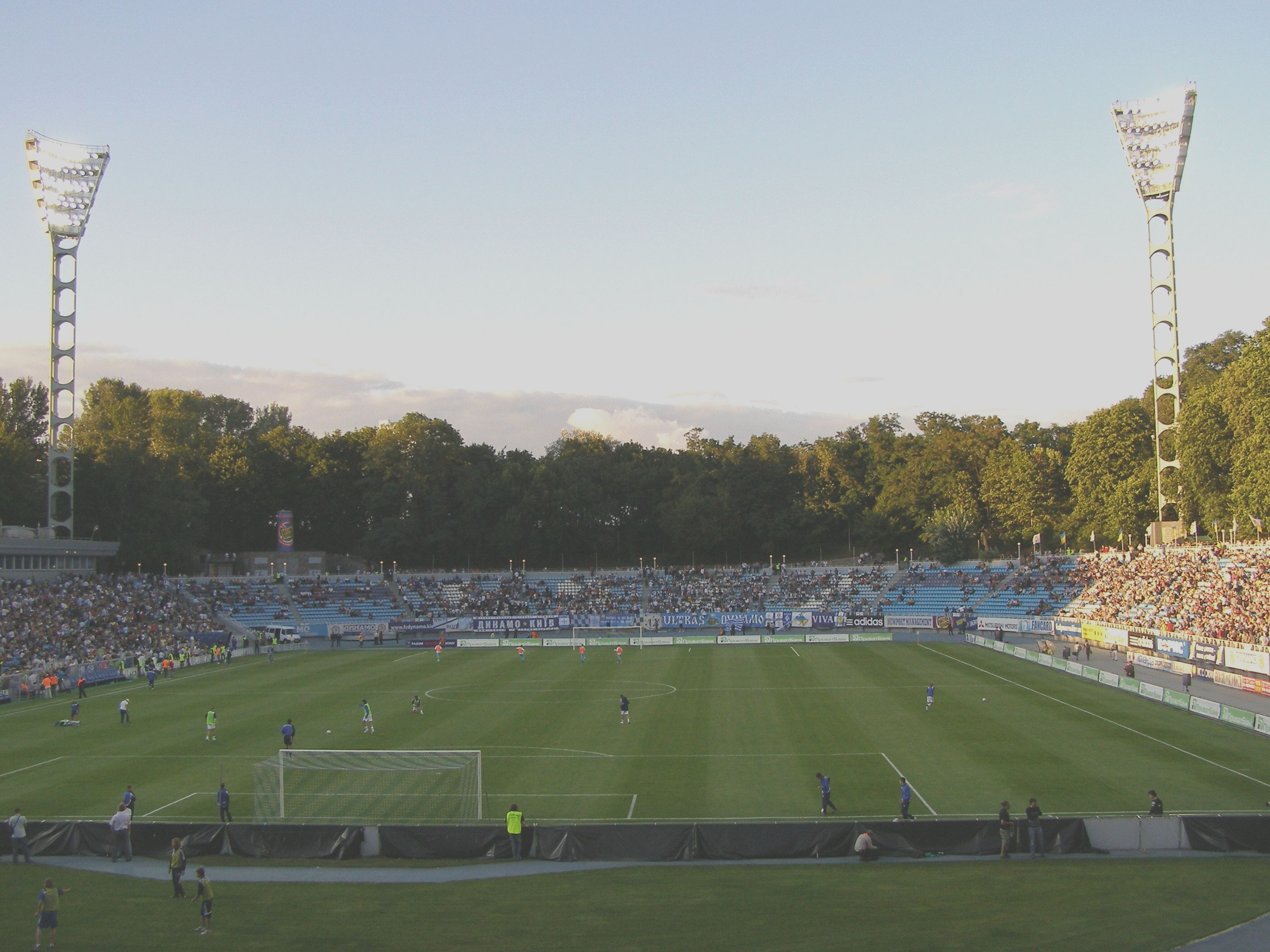
スタジアム全景 (昼)
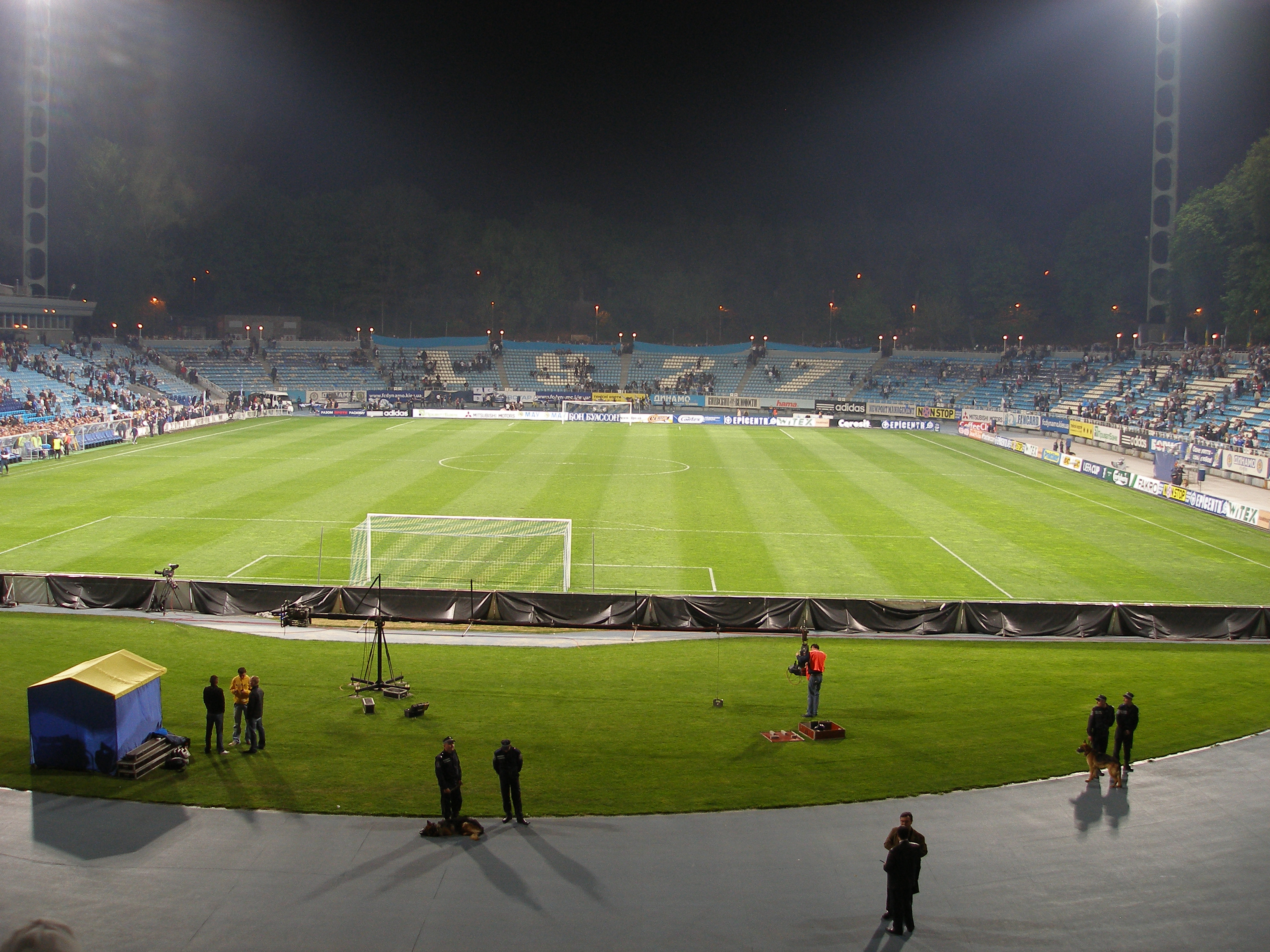
スタジアム全景 (夜)